# Приключения Лазаре
«Приключения Лазаре» (груз. ლაზარეს თავგადასავალი) — советский телефильм на грузинском языке, снятый в 1973 году режиссёрами Картлосом Хотивари и Рамазом Хотивари по мотивам испанской повести XVI века «Жизнь Ласарильо с Тормеса» и произведений Георгия Леонидзе.

## В ролях
| Гега Кобахидзе       | Лазаре                  |
| Автандил Махарадзе   | слепой                  |
| Язон (Зозо) Бакрадзе | священник               |
| Кахи Кавсадзе        | дьякон                  |
| Гурам Николаишвили   | анархист                |
| Василий Чхаидзе      | князь                   |
| Джемал Гаганидзе     | Константинэ (Шахтикотэ) |
| Лия Элиава           | мачеха                  |

Также в фильме снимались Отар Зауташвили, Нодар Фиранишвили, Гоги Кавтарадзе, Алеко Нинуа, Михаил Поцхишвили, Лео Сохашвили, Зура Тутберидзе.

## Сюжет
Мальчик-сирота Лазаре бродит из деревни в деревню в поисках работы. Он попадает в услужение поочерёдно к злобному слепому, жадному священнику, обедневшему князю и остаётся один на один со своими бедами...

## Съёмки
Съёмки «Приключений Лазаре» были начаты Картлосом Хотиваром в 1970 году, при этом Рамаз Хотивари был помощником режиссёра. Было снято около 30%, когда Рамаз Хотивари начал работать над фильмом самостоятельно. Работу над ним он вспоминает как простую и сложную одновременно. 
Роль Лазаре сыграл Гега Кобахидзе, сын друзей режиссёра. На эту роль претендовал и Георгий Карбелашвили, впоследствии ставший политиком. На роль слепого рассматривали Спартака Багашвили, но в итоге был утверждён Аватандил Махарадзе, которому изначально предлагали роль Шахтикотэ. 
Кахи Кавсадзе, исполнявший роль дьякона, воскликнул во время съёмок: «Какого же мерзкого человека я играю!»

## Награды
Фильм получил специальный приз жюри на V Всесоюзном фестивале телевизионных фильмов в Ташкенте.